# Neocompsa spinosa
Neocompsa spinosa är en skalbaggsart som beskrevs av Martins 1970. Neocompsa spinosa ingår i släktet Neocompsa och familjen långhorningar.
Artens utbredningsområde är:
- Costa Rica.
- Guatemala.
- Honduras.
- Nicaragua.

Inga underarter finns listade i Catalogue of Life.